# 卡什塔尼夫卡 (卡緬涅茨-波多利斯基區)
48°37′59″N 26°58′42″E / 48.63306°N 26.97833°E
卡什塔尼夫卡（烏克蘭語：Каштанівка），是烏克蘭的村落，位於該國西部赫梅利尼茨基州，由卡緬涅茨-波多利斯基區負責管轄，面積1.11平方公里，2001年人口253。